# إيفار جينيسجو
إيفار جينيسجو (24 يناير 1931 – 15 يوليو 2020) هو مبارز بالسيف سويدي راحل، مثّل بلاده في الألعاب الأولمبية الصيفية 1964.

## روابط رياضية
إيفار جينيسجو على موقع أوليمبيديا (الإنجليزية)
- إيفار جينيسجو على موقع اللجنة الأولمبية السويدية (السويدية)